# 蒋希文
蒋希文（1922年10月—2015年10月20日），男，汉族，江苏赣榆人，中华人民共和国语言学家、政治人物，贵州大学教授，曾任贵州省政协副主席，中国民主促进会贵州省委员会主任委员。